# Liste der Biografien/Rua
Liste der Biografien |
Portal Biografien |
Personensuche
# |
A |
B |
C |
D |
E |
F |
G |
H |
I |
J |
K |
L |
M |
N |
O |
P |
Q |
R |
S |
T |
U |
V |
W |
X |
Y |
Z |
?
 
Ra |
Rb |
Rd |
Re |
Rh |
Ri |
Rj |
Rk |
Rl |
Rm |
Rn |
Ro |
Rr |
Rs |
Rt |
Ru |
Rv |
Rw |
Rx |
Ry |
Rz
 
Rua |
Rub |
Ruc |
Rud |
Rue |
Ruf |
Rug |
Ruh |
Rui |
Ruj |
Ruk |
Rul |
Rum |
Run |
Ruo |
Rup |
Rur |
Rus |
Rut |
Ruu |
Ruv |
Ruw |
Rux |
Ruy |
Ruz
Die Liste der Biografien führt alle Personen auf, die in der deutschsprachigen Wikipedia einen Artikel haben. Dieses ist eine Teilliste mit 44 Einträgen von Personen, deren Namen mit den Buchstaben „Rua“ beginnt.

## Rua
- Rua, deutsche Rapperin
- Rua († 434), Herrscher der Hunnen
- Rúa, Fernando de la (1937–2019), argentinischer Politiker und war Präsident von Argentinien (1999–2001)
- Rúa, Francisco (1911–1993), argentinischer Fußballspieler
- Rúa, Honorio (* 1934), kolumbianischer Radrennfahrer
- Rua, Mauricio (* 1981), brasilianischer Kampfsportler
- Rua, Michael (1837–1910), Generaloberer der Salesianer Don Boscos
- Rua, Vítor (* 1961), portugiesischer Gitarrist, Komponist und Musikproduzent

### Ruab
- Ruaben, altägyptischer Beamter unter Pharao Ninetjer während der 2. Dynastie

### Ruad
- Ruadhelm, Abt der Reichenau (838–842)
- Ruadrí, 1. Earl of Mar, schottischer Adliger

### Ruah
- Ruah, Daniela (* 1983), portugiesisch-amerikanische SchauspielerinDaniela Ruah (* 1983)

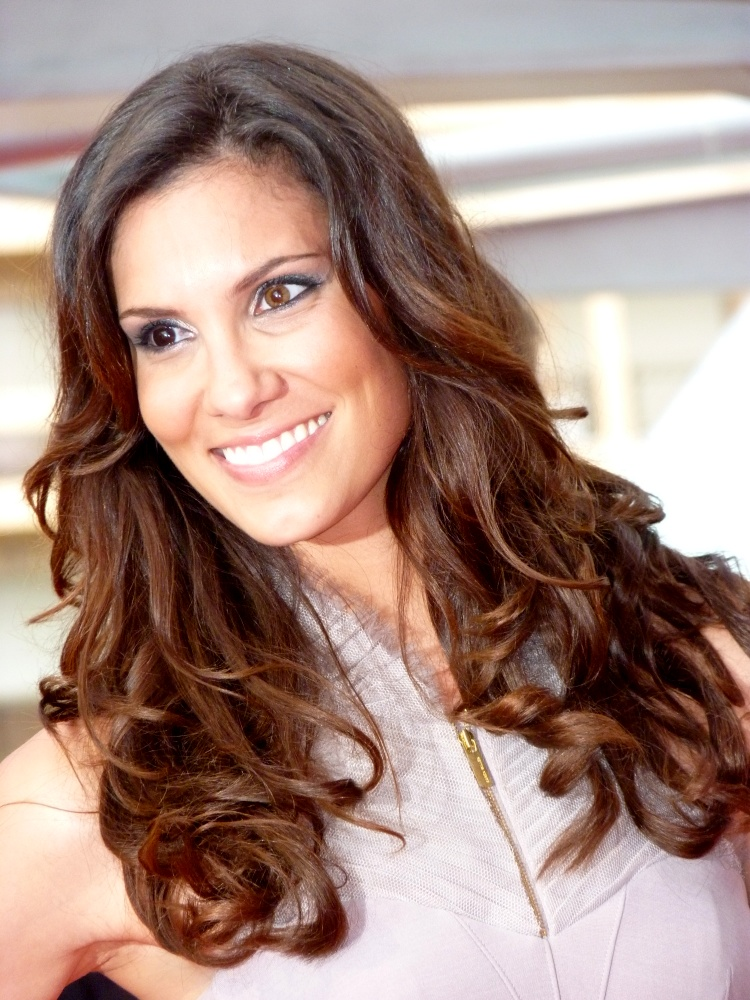
Daniela Ruah (* 1983)

- Ruah, Maurice (* 1971), venezolanischer Tennisspieler

### Ruai
- Ruaidhrí Ua Conchobair († 1198), König von Connacht und Hochkönig von Irland
- Ruairi († 1247), schottischer Adliger

### Ruam
- Ruamrak, Pawinee (* 2003), thailändische Tennisspielerin

### Ruan
- Ruan Chengfa (* 1957), chinesischer Politiker
- Ruan Levine (* 1999), brasilianischer Fußballspieler
- Ruan, Chongwu (* 1933), chinesischer Politiker in der Volksrepublik China
- Ruan, Fangfu, chinesischer Mediziner und Medizinhistoriker
- Ruan, Ji (210–263), chinesischer Autor der Zeit der Drei Reiche
- Ruan, Lingyu (1910–1935), chinesische Schauspielerin der Stummfilmzeit
- Ruan, Lufei (* 1987), chinesische Schachspielerin
- Ruan, Yongbin (* 1963), chinesischer Mathematiker
- Ruan, Yuan (1764–1849), chinesischer Mathematikhistoriker und Staatsbeamter
- Ruane, Michael (* 1988), US-amerikanischer Pokerspieler
- Ruane, William J. (1925–2005), US-amerikanischer Value-Investor, Fondsmanager und Philanthrop
- Ruangroj Mahasaranon (* 1946), thailändischer Politiker
- Ruano Delgado, Alexis (* 1985), spanischer Fußballspieler
- Ruano Pascual, Virginia (* 1973), spanische Tennisspielerin
- Ruano Sanchón, Teodora (* 1969), spanische Radrennfahrerin
- Ruano, Adriana (* 1995), guatemaltekische Sportschützin
- Ruano, Juan Ramón (* 1983), spanischer Fußballspieler
- Ruano, Lady (* 1981), kolumbianische Tischtennisspielerin

### Ruar
- Ruark, Robert (1915–1965), US-amerikanischer Kolumnist und Autor
- Ruarus, Martin († 1657), sozinianischer Theologe und Gelehrter

### Ruas
- Ruas, Arturo (* 1981), libanesischer Wrestler
- Ruas, Fernando de Carvalho (* 1949), portugiesischer Politiker (PSD), MdEP
- Ruas, Hércules Brito (* 1939), brasilianischer Fußballspieler
- Ruas, Óscar Freire de Vasconcelos (1899–1982), portugiesischer Offizier und Gouverneur von Portugiesisch-Timor

### Ruat
- Ruata y Sichar, Ángel de (1837–1911), spanischer Diplomat

### Ruau
- Ruau, Joseph (1865–1923), französischer Politiker
- Ruault, Franco (* 1969), österreichischer Autor
- Ruaux, Marianne (1802–1882), Eimsbüttler Gastwirtstochter und Gastwirtin